# Hans Gielge
Johann „Hans“ Margaretha Gielge (* 9. Juni 1901 in Gramastetten, Oberösterreich; † 16. Jänner 1970 in Bad Aussee, Steiermark) war ein österreichischer Lehrer, Kulturaktivist, Volksliedsammler und Mundartdichter.

## Leben
Hans Gielge wurde am 9. Juni 1901 als Sohn des Kaufmanns Ludwig Gielge und dessen Ehefrau Elisabeth (geborene Varnschein) in Gramastetten geboren und am folgenden Tag auf den Namen Johann Margaretha getauft. Der Maler Ernst Balluf, ein Sohn seiner Schwester Ida, ist ein Neffe Gielges.
Nach der Lehrerausbildung kam er 1920 als Lehrer nach Bad Aussee, wo er später Direktor der dortigen Mädchen-Hauptschule wurde. Er engagierte sich in der Heimatpflege und gründete den Arbeiter-Gesangsverein Alpenklang, das Heimatwerk Ausseerland, eine Sing- und Tanzgruppe und eine Theatergruppe. Er verfasste heimatkundliche Aufsätze und baute das Ausseer Heimatmuseum mit auf. Er war an Filmen und Rundfunksendungen beteiligt und schuf Mundartgedichte und Lieder. Er betätigte sich auch als Volksliedsammler und zeichnete zahlreiche Jodler auf.
1967 wurde der Hans-Gielge-Preis der Gemeinde Altaussee ins Leben gerufen, der für Verdienste im Bereich Volkskultur und Volksmusik vergeben wird. An seinem Geburtshaus in der Gramastettner Marktstraße 36 befindet sich eine Gedenktafel.

## Auszeichnungen
- Raimund-Zoder-Medaille (1969)